# سوبرسل
سوبرسل (بالإنجليزية: Supercell) هي شركة مختصة بتطوير ألعاب الأجهزة المحمولة، تأسست في يونيو 2010 في هلسنكي، فنلندا.كلاش أوف كلانس وهاي داي يعدان من أنجح الألعاب بالنسبة لسوبرسل حيث حقق كلا منهما عائدات يومية وصلت إلى 2.4 مليون دولار أمريكى في عام 2013. جدير بالذكر أن شركة أكسل بارتنرز استثمرت مايقرب من 12 مليون دولار في سوبرسل في عام 2011. في أكتوبر 2013 أعلنت الشركة اليابانية سوفتبنك وجونج هو للترفيه على الإنترنت أنها استحوذت تماما على نسبة 51٪ من الشركة مقابل نحو2.1 مليون دولار.

## ألعاب انتجتها سوبرسل
- هاي داي (Hay Day)
- كلاش اوف كلانس (Clash of Clans)
- بوم بيتش (Boom Beach)
- كلاش رويال (Clash Royale)
- براول ستارز (Brawl Stars)
- موكو (mo.co)
- كلاش ميني  (Clash Mini)
- كلاش كويست  (Clash Quest)
- سكواد باسترز (squad busters)

## وصلات خارجية
- سوبر سل على موقع IMDb (الإنجليزية)
- الموقع الرسمي